# Конституция X года
Конституция X года — основной закон Французской республики в период пожизненного консульства, с 4 августа 1802 года (X года французского революционного календаря) по 17 мая 1804 года. Принятие данной конституции было направлено на дальнейшее упрочение власти Наполеона Бонапарта. В отличие от действовавшей до того времени Конституции VIII года, согласно которой Бонапарт назначался первым консулом на десять лет, Конституция X года предусматривала пожизненность его полномочий.
Конституция была одобрена на конституционном референдуме 10 мая 1802 года. Результаты референдума были обнародованы в сенатус-консульте 14 термидора (2 августа) того же года, объявившем Бонапарта пожизненным консулом.
Конституция была введена в силу решением Сената — так называемым органическим сенатус-консультом 16 термидора X года (4 августа 1802 года).
Полномочия Сената были расширены в ущерб полномочиям Трибуната и Законодательного корпуса — Сенат получил право изменения Конституции и роспуска Трибуната и Законодательного корпуса.
Конституцией были расширены полномочия Бонапарта:
- Сенат потерял в своих полномочиях в пользу первого консула — тот получил право назначения новых членов Сената.
- Первый консул получил право на помилование.
- Он мог единолично подписывать международные договоры.
- Всеобщее избирательное право частично заменялось на цензовое избирательное право.

Период действия Конституции X года завершился в 1804 году с принятием Конституции XII года, которая провозгласила Наполеона императором французов.